# فدراسیون ناشنوایان ژاپن
فدراسیون ناشنوایان ژاپن (انگلیسی: Japanese Federation of the Deaf) (کوته‌نوشت به انگلیسی: JFD) سازمان ملی ناشنوایان در ژاپن است. فدراسیون ناشنوایان ژاپن، عضو تشکیلات فدراسیون جهانی ناشنوایان است.
فدراسیون ناشنوایان ژاپن از فرهنگ ناشنوایی در ژاپن حمایت می‌کند و بر روی اصلاح قوانینی کار می‌کند که از مشارکت ناشنوایان در فعالیت‌ها و حرفه‌های مختلف در ژاپن جلوگیری می‌کند. اضافه بر آن، این فدراسیون به درآمیختن زبان اشاره ژاپنی در سیستم‌های آموزشی برای ناشنوایان کمک کرده و از سیستم مترجم زبان اشاره حمایت می‌کند.